# ماهاجامبا یوزین
ماهاجامبا یوزین (به لاتین: Mahajamba Usine) یک منطقهٔ مسکونی در ماداگاسکار است که در ماهاجانگا دوم (بخش) واقع شده‌است.
 ماهاجامبا یوزین  ۱۴٬۰۰۰ نفر جمعیت دارد و ۹ متر بالاتر از سطح دریا واقع شده‌است.